# Лас Трес Крусес (Сан Андрес Уајапам)
Лас Трес Крусес (шп. Las Tres Cruces) насеље је у Мексику у савезној држави Оахака у општини Сан Андрес Уајапам. Насеље се налази на надморској висини од 1678 м.

## Становништво
Према подацима из 2010. године у насељу је живело 7 становника.

### Хронологија
| Година       | 2000       | 2005         | 2010 |
| ------------ | ---------- | ------------ | ---- |
| Становништво | 11 (6 / 5) | 22 (10 / 12) | 7    |

### Попис
| # | Индикатор                     | Вредност |
| - | ----------------------------- | -------- |
| 1 | Укупно домаћинстава           | 5        |
| 2 | Укупно насељених домаћинстава | 2        |
| 3 | Величина локације             | 1        |